# Langues kiowa-tanoanes
Les langues kiowa-tanoanes sont une famille de langues amérindiennes parlées dans le sud-ouest des États-Unis.

## Classification
À la suite des travaux de Wick Miller (1959), Kenneth Hale (1962,1967) établit la parenté du kiowa et des langues pueblos du groupe tanoan.
La famille de langues kiowa-tanoane se compose de quatre branches :
- Le kiowa parlé par environ mille personnes en Oklahoma
- Le towa ou jemez uniquement parlé dans le Pueblo de Jemez au Nouveau-Mexique par 1 301 personnes (1990) soit 95 % de la population du pueblo.
- Les langues tiwa : 
  - Le tiwa du nord, ou taos-picuris (en), parlé dans les pueblos de Picuris et Taos (67 % de la population en 1980) au Nouveau-Mexique.
  - Le tiwa du sud (en), parlé dans les pueblos d'Isleta, Ysleta del Sur, et Sandia dans le Nouveau-Mexique.
- Le tewa parlé dans de nombreux pueblos du Nouveau-Mexique, dont San Juan, San Ildefonso, Santa Clara. La langue est aussi celle des Tewa Hopis, que l'on désigne également sous le nom de Tewa de l'Arizona, vivant à Hano dans la réserve des Hopis en Arizona.

Le piro ou tompiro (en), langue morte, autrefois parlée dans la vallée du Río Grande et au Mexique est souvent considéré comme faisant partie de la famille kiowa-tanoane.